# Haile Selassie I.
Haile Selassie I. [hájle selási] (amharsko ቀዳማዊ፡ኃይለ፡ሥላሴ, dob. 'sveta Trojica, moč Trojice'), etiopski neguš negasti (amharsko kralj kraljev, cesar) (od 1930 do 1936; od 1941 do 1974), * 22. julij, 1892, mestna vas Ejersa Goro, Etiopija, † 27. avgust 1975, Adis Abeba, Etiopija.

## Življenje in delo

### Zgodnja mladost
Haile Selassie I. se je rodil kot Lidž Tafari Makonen (Lidž – dobesedno otrok, naziv običajno podeljen med plemstvom) očetu Rasu Makonenu Voldemikaelu Gudesi, guvernerju Hararja in materi princesi Vojzero (gospa) Jesi Emebet (Ješimabet) Ali Abadžifar. Matere ni poznal, saj je umrla dve leti po njegovem rojstvu 14. marca 1894. Oče je umrl, ko je bil Haile star štirinajst let, 21. marca 1906. Ras Tafari je bil pravnuk šoanskega kralja Saheke Selassieja. Svojo imperialno kri je nasledil prek očetove stare mati, princese Tenagnevork Sahle Salasije, ki je bila teta neguša negastija Menelika II. Naj bi bil neposredni potomec Makede in kralja Salomona. Haile Selassie je imel starejšega polbrata dedžasmača Jilma Makonena, ki je bil guverner Hararja pred njim, vendar je kmalu po nastopu umrl. Haile Selassie I. je imel v Etiopiji več različnih imen: Džanhoj, Talaku Meri, Aba Tekel in druga.
Tafari je postal dedžasmač leta 1905 v trinajstem letu starosti. Kmalu zatem je umrl njegov oče na Kulibiju. Čeprav je oče želel, da bi ga kot guverner Hararja nasledil, je neguš Menelik to smatral za nepremišljeno dejanje, saj kot tako mlad deček ne bi bil kos tako pomembnemu položaju. Zato je postal guverner njegov polbrat Jilma. Tafari je bil že od rane mladosti prisoten na Menelikovem dvoru in je hodil Menelikovo plemiško šolo (danes Gimnazija Menelika II.).

### Guverner Hararja in poroka
Tafariju so podelili častno guvernerstvo Selale, čeprav ni upravljal okrožju neposredno. V letu 1907 so ga imenovali za guvernerja dela Sidama. Po polbratovi smrti je guvernerstvo na Hararjem prevzel Meneliku zvesti general dedžasmač Balča Safo. Med dedžasmčevim guvernerstvom prilike niso bile ugodne, tako da je po zadnji Menelikovi bolezni in kratkotrajnemu vladanju Taitu Betul postal guverner Hararja Tafari 11. aprila 1911.
Tega leta  se je poročil z Vojzero Etega Menen Asfav z Ambasela, hčerko Jantirarja Asfava, vnukinjo kralja Mihaila Vološkega ter nečakinjo prestolonaslednika Lidža Jasuja. Imela sta šest otrok:
- princeso Tanagnevork (30. januar 1913 – 6. april 2003),
- prestolonaslednika meridasmača Asfava Vosena (27. julij 1916 – 17. januar 1997)
- princeso Zenebevork (25. julij 1918 – 25. marec 1933),
- princeso Tsehajvork (13. oktober 1919 – 17. avgust 1942),
- princa Makonena vojvodo Hararskega (16. oktober 1923 – 13. maj 1957)
- princa Sahleja Selassieja (27. februar 1931 – 23. april 1962).

Selassie je iz prejšnjega zakona imel hčer, princeso Romanevork. Njegov drugi otrok, princesa Tenagnevork je kot zadnja umrla v starosti 90. let leta 2003.

### Regent
Kot Ras Tafari (amharsko princ miru, strahoviti) je vladal Etiopiji kot regent in prestolonaslednik (od 1916 do 1928) cesarice Zavditu z naslovom dedžasmač in kot kralj (neguš) (od 1928 do 1930), ter se okronal za cesarja (hatse) po Zavditini smrti (april 1930). Kronanje je bilo 2. novembra 1930 v Katedrali svetega Jurija.
Razvil je politiko skrbne prenove, ki jo je začel že cesar Menelik II. Leta 1923 je zagotovil mesto Etiopije v Društvu narodov. Društvo ni uspelo ustaviti italijanskega vpada v Etiopijo (oktober 1935) in Selassie I. je odšel za pet let v Združeno kraljestvo in od tam vodil upor proti italijanski vojski.
Leta 1941 se je po italijanskem porazu s pomočjo britanskega kraljestva in etiopskih domoljubnih sil vrnil v deželo. Novembra 1955 je vpeljal popravljeno ustavo, pod katero pa je ohranil svojo oblast.
V decembru 1960 so ga poskušali odstraniti in je sledil bolj nazadnjaški politiki. Njegova politika je prispevala k njegovi odstavitvi 12. septembra 1974, ki jo je izvedla skupina vojaških upornikov, znana pod imenom derg. Množična sredstva obveščanja so takrat poročala, da je Selassie I. umrl v zaporu 27. avgusta 1975 v baraki 4. divizije v Adis Abebi, uradno zaradi težav po operaciji na prostati. Prav gotovo pa so ga zadavili ali pa stradali do smrti. Njegove posmrtne ostanke so pokopali pod predsedniškim osebnim uradom. Kasneje so ga 5. novembra 2000 pokopali ob primernem pogrebu v družinski grobnici v katedrali svete Trojice v Adis Abebi.

## Rastafarijanstvo
Privrženci rastafarijanstva, religijskega gibanja, nastalega v 30. letih 20. stoletja na Jamajki pod vplivom gibanja »Nazaj v Afriko« Marcusa Mosiaha Garveya, smatrajo Haileja Selassieja I. kot reinkarnacijo boga, črnskega mesijo, ki bo vodil ljudi afriškega porekla in razseljene Afričane v osvoboditev. Za njegove uradne nazive Kralj kraljev, Gospodar gospodarjev, Zavojevalni lev judovskega plemena in Davidov izvor verjamejo da so nazivi povrnjenega mesije iz novozavezne knjige Razodetja. Njihova vera v inkarnirano božanstvo neguša negastija Haileja Selassieja I. se je začela kmalu po njegovem kronanju v Adis Abebi. Večina rastafarijancev verjame, da je Selassie I. še vedno živ, in je bila objava njegove smrti le del zarote proti njihovemu religijskemu gibanju. Obiskal je Jamajko in tamkajšnja množica ga je navdušeno pozdravila, to pa ga je zmedlo. Ko je 21. aprila 1966 pristal na kingstonskem Mednarodnem letališču Normana Manleyja (Norman Manley International Airport), se je zbralo sto do dvesto tisoč rastafarijancev s cele Jamajke, saj so slišali, da jih bo obiskal mož, katerega so imeli za boga. Ko je Selassiejevo letalo priletelo nad letališče, je eno uro zavračal pristanek, dokler ga Mortimer »Planno« Planner znani rasta starešina ni prepričal o varnosti pristanka. Od tedaj naprej je obisk uspel. Rita Marley, žena Boba Marleyja, je sprejela rastafarijansko vero, ko je videla Haileja Selassieja. Njena gorečnost je prepričala tudi njenega moža.

### Odnos Haileja Selassieja I. do rastafarijancev in vere nasploh
Neguš sam, predan etiopski tevahedski pravoslavni kristjan, ni nikoli priznaval rastafarijanstva, ni bil član gibanja in je ostal precej brezbrižen do njihovih verovanj, čeprav je podobno naziranje moči najti tudi v Etiopiji sami. Ni imel nobene vloge pri organizaciji ali razširjanju gibanja. Le včasih je pokazal vljudno zanimanje. Neguš osebno ni verjel v rastafarijanske trditve božanskosti. Ko ga je leta 1967 intervjuval Bill McNeill s Canadian Broadcasting Corporation, je Haile Selassie zanikal, da je lahko človek božja emanacija.
V intervjuju z Oriano Fallaci v Chicago Trubune, 24. junija 1973 je dejal (zaradi vzgoje, je bil od mladih nog navajen govoriti v 1. osebi množine): »Bili smo otrok, deček, mladi mož, odrasel moški in končno starec. Kot vsakdo drug. Naš Gospod Stvarnik nas je naredil kot vse ostale.« Večkrat je pojasnil svoje verovanje, da je nekdo lahko pogubljen ne glede v vero v Kristusa, kar v tevahedski veri velja tako za človeka kot za boga: »Ladja brez krmila je prepuščena milosti valovom in vetru, nese jo sem in tja, in če pride vihar, se razbije na skalah in izgine, kot da nikoli ni obstajala. To je naša čvrsta vera, da dušo brez Kristusa, ne čaka nič kaj boljšega.« (One Race, One Gospel, One Task, nagovor Svetovnemu evangeličanskemu kongresu, Berlin, 28. oktober 1966) Spodbujal je tudi versko svobodo in strpnost na osnovi svoje krščanske vere: »Ker se nihče ne more vtikati v božje kraljestvo, moramo biti strpni in živeti skupaj s tistimi, ki drugače verujejo ... Radi bi priklicali duh strpnosti, ki jo je pokazal naš gospod Jezus Kristus, ko je odpustil vsem in tudi tistim, ki so ga križali.«
Raste se niso nikoli utrujali s tem, da neguš ni nikoli trdil, da je bog, saj pravi bog po njihovem verovanju ne bi nikoli tega trdil, da bi si pridobil svetovno odobritev in moč. Med svojim obiskom na Jamajki je povedal vodjem rastafarijanskega občestva, da se naj ne preselijo v Etiopijo, dokler ne bodo osvobodili jamajških ljudi. Po obisku je menda dejal tevahedskemu nadškofu Ješaku: »Na Jamajki je problem ... Prosim, pomagajte tem ljudem. Napačno razumejo, ne razumejo naše kulture ... Potrebujejo cerkev in vas smo izbrali za na pot.«
V znak ljubeznivosti do rastafarijancev in njihovih prizadevanj k vrnitvi v Afriko je neguš podaril jamajškim rastam kos zemljišča 500 hektarov pri Šašamanu (Šašemen) 250 km južno od Adis Abebe v južnoetiopski upravni pokrajini Oromiji, nekdanji upravni pokrajini Šoa. Kasnejša etiopska vlada je do danes dejansko pobrala večino zemljišča in tako je sicer ostalo le še 11 hektarjev. Od tedaj do danes obstaja majhno naselje.

### Odnos rast do Haileja Selassieja I.
Veliko rast pravi, da vedo da je Haile Selassie bog, in zaradi tega jim ni treba verjeti. Vera povzroča dvom in zato trdijo, da ne dvomijo v njegovo božanskost. V zgodnjem obdobju gibanja je bil simbol črnskega ponosa in smatran kot afriški kralj. Prvi rasta, ki se je pojavil pred sodiščem, je bil jamajški pridigar Leonard Percival Howell, ki so ga obsodili upora proti Jamajki kot državi in njenemu tedanjemu kralju Juriju V. Howell se je izrekel za zvestobo Haileju Selassieju I. in ne angleškemu kralju. Neguš Haile Selassie I. se je zagovarjal pred Društvom narodov in so ga zavrnili, kar je utrdilo njihovo vedenje o njegovi veličastnosti. Zanje so babilonska ljudstva v navezi s staroveškim biblijskim krajem obrnila hrbet povrnjenemu mesiji. Mnogi so istovetili 2. italijansko-etiopsko vojno z bojem v Knjigi razodetij med povrnjenim mesijo in antikristom. Ponovna vrnitev neguša na prestol leta 1941 je povečala vedenje rast v to, da je vsemogočni bog.
Raste ga imenujejo tudi »dža Rastafari Selassie« (»Jah Rastafari Selassie«) in naklonjeno Jah Jah. So zelo ponosni na svoje vedenje in izjavljanje, da je ta mož njihov bog. Nekateri verjamejo da je marihuana sredstvo s katerim se mu približajo. Vedno bodo slavili pipe, ki jih skupinsko kadijo v imenu »Selassieja I.«. Roots rock reggae vsebuje mnogo besedil v katerih se kaže njihova zahvalnost in hvala do »Selassieja«. Vedno uporabljajo naziv Haile Selassie I., zapisan z rimsko številko I, ki označuje »prvi« in tudi angleško besedo »I«, ki pomeni prvoosebni zaimek, čeprav angleščina za to uporablja besedo me (»jaz«), kar tudi poudarja njihov odnos do neguša Haileja Selassieja I. in njihovo samozavest. Verjamejo (in vedo), da bo Haile Selassie I. nekega dne sklical sodni dan, poklical pravične in zveste, da bodo živeli z njim v Sveti deželi Sijon (Holy Mount Zion), ki je kraj v Afriki. Do tedaj bodo imeli tudi v mislih čas, ki se velikokrat pojavlja v pesmih kot Jah Jah Time.
Mnogo rast je prepričanih, da svet ne vidi Haileja Selassieja I. v pozitivni luči.